# 吴家园水库
吴家园水库是中国浙江省温州市苍南县境内的一座水库，位于藻溪支流西溪上，建于1962年。水库正常库容为992万立方米，集雨面积为34平方千米，海拔为42.79米。